# سامسونگ ام‌ام-آ۹۴۰
سامسونگ ام‌ام-آ۹۴۰ یک‌نمونه از گوشی‌های تلفن همراه سری A شرکت سامسونگ می‌باشد  که توسط همین شرکت به بازار عرضه شده‌است.